# Werner Jacobs (Regisseur)
Werner Jacobs (* 24. April 1909 in Berlin; † 24. Januar 1999 in München) war ein deutscher Filmeditor und Filmregisseur.

## Leben
Werner Jacobs, Sohn des Stereotypeurs und Kaufmanns Ludwig Jacobs und dessen Ehefrau Erna Jacobs, geborene Kadow, machte 1928 sein Abitur an der Oberrealschule in Berlin-Steglitz. Da er aus finanziellen Gründen kein Studium aufnehmen konnte, war er zwei Jahre vergeblich auf Arbeitssuche. 1930 fand er eine Beschäftigung bei dem Berliner Synchronstudio Rhythmographie. Jacobs arbeitete hier als Zeichner und Assistent beim Filmschnitt und Tonschnitt.
Von 1934 bis 1937 wirkte er als Schnittmeister und Regieassistent bei der deutschen Filiale von MGM, wo er deutsche Fassungen von Filmen u. a. mit Greta Garbo herstellte. Ab 1939 wurde Jacobs von der Bavaria Film auch als Schnittmeister und Regieassistent bei deutschen Produktionen eingesetzt. 1940 wurde er zum Kriegsdienst eingezogen und leistete diesen, bis er wegen einer schweren Lungen- und Rippenfellentzündung ab 1943 als kampfunfähig galt.
Nach Kriegsende war Jacobs bis 1949 Chef-Schnittmeister aller Beiträge der Wochenschau-Serie Welt im Film. Er arbeitete ab 1949 weiter als Regieassistent und drehte selbst mehrere Kurz-Dokumentarfilme, die damals als Vorprogramm in den Kinos üblich waren.
Mit Der weißblaue Löwe gab Jacobs 1952 sein Debüt als Spielfilmregisseur. Er entwickelte sich zum routinierten Arrangeur von Musikkomödien, Operettenverfilmungen und Schlagerfilmen, in denen die jeweiligen Stars wie Peter Alexander, Cornelia Froboess oder Freddy Quinn ihre großen Auftritte hatten. Diese Unterhaltungsfilme, mal komisch, mal rührselig, vermieden jede gedankenschwere Auseinandersetzung mit Zeitproblemen und erzielten meist große Publikumserfolge wie 1960 die Operettenverfilmung Im weißen Rößl mit den populären Schauspielern Peter Alexander, Waltraut Haas, Gunther Philipp und Adrian Hoven.
1967 bis 1971 inszenierte Jacobs insgesamt vier Teile der Reihe Die Lümmel von der ersten Bank, mit denen er wieder seinen Sinn für Komik unter Beweis stellte. Sehr erfolgreich waren auch seine beiden auf Mitgefühl ausgerichteten Regiearbeiten mit dem holländischen Schlagerstar Heintje.
Werner Jacobs war als Regisseur ein typischer Vertreter des deutschen Nachkriegskinos. Nach dem Ende des traditionellen Musikfilms in den siebziger Jahren zog er sich ins Privatleben zurück. Er war seit 1945 mit Gertrud Jacobs, geborene Hart, verheiratet und wurde Vater seiner Söhne Joachim (* 1948) und Hans (* 1949). 1950 erhielt er den Bundesfilmpreis für den Kurzfilm Modebummel.
Er lebte und starb in München. Die Grabstätte von Werner Jacobs befindet sich auf dem Friedhof am Perlacher Forst in München.

## Filmografie

### Schnitt
| - 1939: Fasching - 1939: Befreite Hände - 1939: Der Feuerteufel - 1941: Das Mädchen von Fanö - 1943: Tonelli - 1944: Orient-Express | - 1944/49: Dreimal Komödie - 1944/49: Das Gesetz der Liebe - 1945: Die Nacht der 12 - 1949: Tragödie einer Leidenschaft - 1949: Der blaue Strohhut |

### Regie
- 1949: Richard Strauss – Ein Leben für die Musik (Kurzfilm)
- 1950: Modebummel (Kurzfilm)
- 1950: 900 Jahre Nürnberg (Kurzfilm)
- 1951: Köln, 1900 Jahre Stadt
- 1952: Der weißblaue Löwe (auch Drehbuch)
- 1953: Straßenserenade
- 1953: Arlette erobert Paris (nur Co-Drehbuch)
- 1953: Wir sind im Bilde (Kurzfilm)
- 1954: Gitarren der Liebe
- 1954: Ariane und die Movikon (Kurzfilm / Werbefilm)
- 1955: André und Ursula (auch Drehbuch)
- 1956: San Salvatore
- 1956: Santa Lucia
- 1956: Der Bettelstudent
- 1957: Das einfache Mädchen
- 1957: Der Graf von Luxemburg
- 1958: Münchhausen in Afrika
- 1958: Der Stern von Santa Clara (auch Drehbuch)
- 1959: Hier bin ich – hier bleib ich
- 1959: Ein Sommer, den man nie vergißt / Tränen in deinen Augen
- 1960: Bomben auf Monte Carlo (nur Co-Drehbuchautor)
- 1960: Conny und Peter machen Musik (auch Co-Drehbuchautor)
- 1960: Im weissen Rössl
- 1961: Mariandl
- 1962: Drei Liebesbriefe aus Tirol
- 1962: Freddy und das Lied der Südsee
- 1962: Mariandls Heimkehr
- 1962: Die lustige Witwe
- 1963: Der Musterknabe
- 1963: Heimweh nach St. Pauli
- 1963: … denn die Musik und die Liebe in Tirol
- 1964: Hilfe, meine Braut klaut
- 1965: …und sowas muß um 8 ins Bett
- 1965: Heidi
- 1965: Tante Frieda – Neue Lausbubengeschichten
- 1966: Das sündige Dorf
- 1966: Onkel Filser – Allerneueste Lausbubengeschichten
- 1967: Der Mörderclub von Brooklyn
- 1967: Wenn Ludwig ins Manöver zieht
- 1967: Die Heiden von Kummerow und ihre lustigen Streiche
- 1968 ff.: Die Lümmel von der ersten Bank
- 1968: Zur Hölle mit den Paukern
- 1968: Zum Teufel mit der Penne
- 1969: Charley’s Onkel
- 1969: Heintje – Ein Herz geht auf Reisen
- 1969: Hurra, die Schule brennt!
- 1970: Was ist denn bloß mit Willi los?
- 1970: Heintje – Mein bester Freund
- 1971: Zwanzig Mädchen und die Pauker
- 1971: Morgen fällt die Schule aus
- 1971: Unser Willi ist der Beste
- 1972: Willi wird das Kind schon schaukeln
- 1972: Meine Tochter – deine Tochter
- 1973: Die Dubarry
- 1973: Alter Kahn und junge Liebe
- 1973: Das fliegende Klassenzimmer
- 1974: Schwarzwaldfahrt aus Liebeskummer
- 1974: Auch ich war nur ein mittelmäßiger Schüler
- 1974: Zwei himmlische Dickschädel